# G225国道

G225国道（G225こくどう/国道225線、G225線）は中華人民共和国の海南省内の海口市から三亜市を結ぶ全長429kmの中国の国道である。簡称は海楡(西)線（かいゆ《さい》せん）である。海南島の西側を粤海線にほぼ沿う形で走っている。

## 里程表
| 省     | 地級市 | 県、県級市、市轄区 | 距離(km) | 注          |
| ------ | ------ | ------------------ | -------- | ----------- |
| 海南省 | 海口市 | 海口市中心部       | 0        | 225国道起点 |
| 海南省 | 海口市 | 秀英区             | 8        |             |
| 海南省 | 省直轄 | 儋州市             | 135      |             |
| 海南省 | 省直轄 | 東方市             | 254      |             |
| 海南省 | 三亜市 | 三亜市中心部       | 429      | 225国道終点 |

## 主な接続路線

### 海南省
- G223国道 - 海口市、三亜市
- G224国道 - 海口市、三亜市

## 註釈・参考資料
1. ↑  国家幹線公路査詢表
2. ↑  公路主骨架（新華網）
3. ↑  225国道（一起旅遊網）